# Daniel de Chambrier

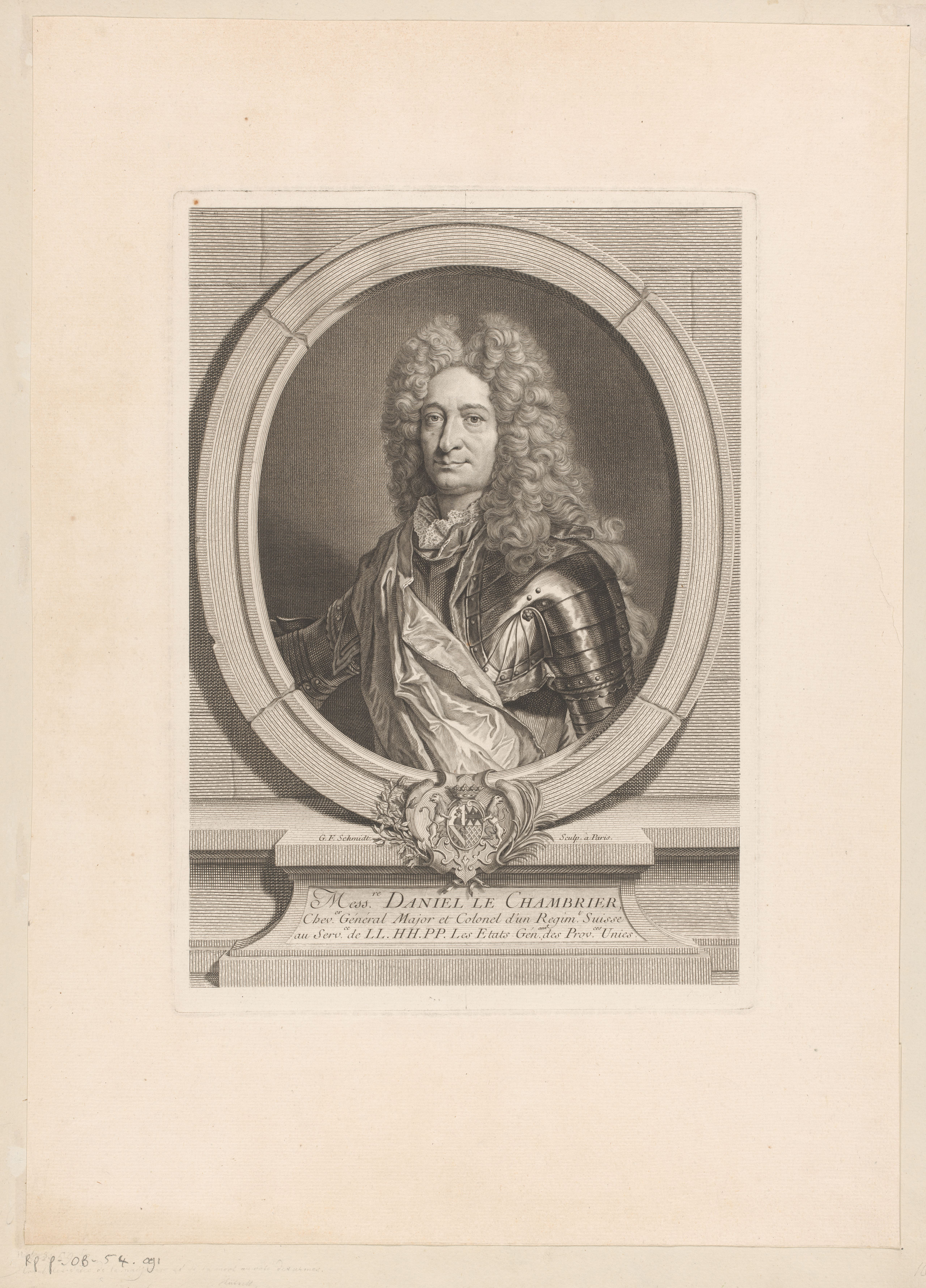
Daniel de Chambrier

Daniel de Chambrier (* Januar 1665 in Neuenburg; † 13. Februar 1728 in ’s-Hertogenbosch) war ein Schweizer Söldner in niederländischen Diensten, zuletzt im Rang eines Generalmajors.

## Leben
Rodolphe de Chambrier, Staatsrat und Generalschatzmeister von Neuenburg, und Suzanne geb. Marval hatten zwei Söhne François (1663–1730) und Daniel. Suzanne war die Tochter von François de Marval.
Als nachgeborener Sohn begleitete der elfjährige Daniel seinen älteren Bruder nach Saumur und begann dort sein Studium. 1682 immatrikulierte er sich an der Universität Basel und schloss sein Studium an der Universität Heidelberg ab. Ab 1687 war er als Einnehmer in Colombier tätig, bis er 1691 in den Dienst der Vereinigten Niederlande trat.
Im Jahr 1692 war de Chambrier Hauptmann im Regiment Montbrun, 1694 wurde er als Beauftragter Wilhelms III. nach England entsandt. Er war Oberst im Regiment von Muralt. An der Schlacht bei Malplaquet 1709 nahm er als Brigadier teil und erlitt eine Verletzung. Die Generalstände ernannten ihn 1717 zum Gouverneur für den zukünftigen Wilhelm IV.

## Familie
Seit 1698 war Daniel de Chambrier verheiratet mit Gratiane Catherine Sweerts de Landas, Tochter des Hendrick Fredrick, Herrn von Baerschot. Die Eheleute hatten drei Kinder:
1. Samuel, erhielt seine Erziehung teilweise am Hof von Oranien. Seit 1723 Offizier im Regiment de Chambrier, 1736 Kapitän einer Kompanie im Regiment Hirtzel. Er zeichnete sich in den Flandernkriegen aus; 1751 wurde sein Regiment aufgelöst,[5] 1766 zum Generalmajor, 1779 zum Generalleutnant befördert.
2. Ludovic-Guillaume * 1709 in ’s-Hertogenbosch, seit 1723 Offizier im Regiment de Chambrier, 1726 gestorben.
3. Jeanne-Lucrèce, verheiratet seit 1725 mit dem schottischen Adligen Jean de Sayer, Brigadier in niederländischen Diensten.